# 罗纯夫宅
29°55′17″N 118°16′53″E / 29.92139°N 118.28139°E
罗纯夫宅是中国安徽省黄山市徽州区呈坎镇呈坎村的一座清代民居建筑，位于呈坎村中心的钟英街15号，钟英楼南侧。罗纯夫宅建于清雍正八年（1730），系抗日将领、国民革命军第三战区陆军少将罗纯夫（1897—1975年）故居。罗纯夫宅前后三进二天井，木雕颇为精美。
2001年6月25日，罗纯夫宅和呈坎村内共计20处明清古建筑，包括长春大社、罗会泰宅、文献祠、下屋三宅（含金汉龙宅、罗重光宅、章金标宅）、隆兴桥、环秀桥、燕翼堂、钟英楼、罗润坤宅、石柱厅、首善儒宗宅门楼、罗永祈宅、罗会铮宅、罗子琴宅、汪闺秀宅、罗来林宅、杜欢喜宅、罗来滨宅、罗光荣宅等、以呈坎村古建筑群的名义，列为全国重点文物保护单位。